# Kovrovo
Kovrovo (en (ucraïnès): Коврово) és un poble de la República Autònoma de Crimea a Ucraïna, que el 2014 tenia 54 habitants. Pertany al districte de Nijnegorski.